# کارلوس کلتنیکی
کارلوس کلتنیکی (انگلیسی: Carlos Kletnicki؛ زادهٔ ۱۳ آوریل ۱۹۸۳) بازیکن فوتبال اهل آرژانتین است.
از باشگاه‌هایی که در آن بازی کرده‌است می‌توان به باشگاه فوتبال جیمناسیا لاپلاتا اشاره کرد.